# Przemysław Paweł Grzybowski
Przemysław Paweł Grzybowski (ur. 1968 w Lubsku) – doktor habilitowany nauk społecznych w zakresie pedagogiki, profesor uczelni na Wydziale Pedagogiki przy Uniwersytecie Kazimierza Wielkiego w Bydgoszczy. 
Koordynator „Międzyszkolnika” Forum Młodych Pedagogów przy Komitecie Nauk Pedagogicznych Polskiej Akademii Nauk; członek prezydium Zespołu Pedagogiki Kultury i Edukacji Międzykulturowej przy Komitecie Nauk Pedagogicznych Polskiej Akademii Nauk; członek Zarządu Stowarzyszenia Wspierania Edukacji Międzykulturowej. Autor książek i tłumaczeń o tematyce pedagogicznej (pedagogika międzykulturowa, porównawcza) i spirytystycznej. Opiekun Akademickiego Centrum Wolontariatu Uniwersytetu Kazimierza Wielkiego. Wykładowca języka esperanto prowadzący kursy dla początkujących metodą bezpośrednią (od 1987 roku współpracował ze środowiskiem twórców Domu Kultury Francuskich Esperantystów Kastelo Gresillon – Zamek Grésillon). Od 2009 roku uczestnik ruchu doktorów klaunów Patcha Adamsa.

## Autor
- 2022 Śmiech z edukacji. Komiczny obraz edukacji w polskiej kulturze śmiechu. Tom 2 Cytaty, przykłady i komentarze, Wydawnictwo Uniwersytetu Kazimierza Wielkiego, Bydgoszcz ISBN 978-83-8018-504-3.
- 2022 Śmiech z edukacji. Komiczny obraz edukacji w polskiej kulturze śmiechu. Tom 1 Założenia, idee i analizy, Wydawnictwo Uniwersytetu Kazimierza Wielkiego, Bydgoszcz ISBN 978-83-8018-502-9.
- 2022 Spotkania z Innymi. Czytanki do edukacji międzykulturowej, Oficyna Wydawnicza „Impuls”, Kraków, wydanie II zmienione, ISBN 978-83-8294-061-9.
- 2019 Śmiech życia i śmierci. Od osobistych historii po edukację do pamięci o okupacji, gettach i obozach koncentracyjnych, Wydawnictwo Uniwersytetu Kazimierza Wielkiego, Bydgoszcz ISBN 978-83-927223-0-4.
- 2016 Morycek w szkole. Żydowskie dowcipy o edukacji, w dialogu międzykulturowym, Fundacja dla Uniwersytetu Kazimierza Wielkiego, Wydawnictwo Uniwersytetu Kazimierza Wielkiego, Bydgoszcz, ISBN 978-83-927223-0-4.
- 2015 Śmiech w edukacji. Od szkolnej wspólnoty śmiechu po edukację międzykulturową, Oficyna Wydawnicza Impuls, Kraków, ISBN 978-83-7850-563-1.
- 2014 Podaruję ci (u)śmiech. Najmniejsza antologia wypowiedzi o śmiechu, uśmiechu, dowcipie i humorze, Akademickie Centrum Wolontariatu, Uniwersytet Kazimierza Wielkiego, Bydgoszcz, ISBN 978-83-939347-1-3.
- 2012 Edukacja międzykulturowa – konteksty. Od tożsamości po język międzynarodowy, Oficyna Wydawnicza Impuls, Kraków, wydanie drugie, ISBN 978-83-7587-619-2.
- 2012 Doktor klaun! Terapia śmiechem, wolontariat, edukacja międzykulturowa, Oficyna Wydawnicza Impuls, Kraków, ISBN 978-83-7850-031-5 (Nagroda jury i internautów plebiscycie Portalu wydawców granice.pl „Najlepsza książka psychologiczna 2012” w kategorii „Książka popularnonaukowa” oraz nagroda internatów w plebiscycie „Najlepsza książka na jesień 2012” w kategorii „Poradniki”.)
- 2011 Spotkania z Innymi. Czytanki do edukacji międzykulturowej, Oficyna Wydawnicza Impuls, Kraków, ISBN 978-83-7587-048-0 (Nagroda jury i internautów plebiscycie Portalu wydawców granice.pl „Najlepsza książka na wiosnę 2012” w kategorii „Książka dla dzieci”.)
- 2011 Ankaŭ Vi estas Fremdulo. Malgranda traktato pri interkultura edukado kaj pri Esperanto kiel ilo de ĝi. (Także ty jesteś Obcym. Mały traktat o edukacji międzykulturowej i języku esperanto jako jej narzędziu). (Internacia Studumo pri Turismo kaj Kulturo), Bydgoszcz, ISBN 978-83-62323-17-3.
- 2011 Edukacja międzykulturowa – konteksty. Od tożsamości po język międzynarodowy, Oficyna Wydawnicza Impuls, Kraków, ISBN 978-83-7587-619-2.
- 2009 Edukacja europejska – od wielokulturowości ku międzykulturowości, Oficyna Wydawnicza Impuls, Kraków, wydanie trzecie, uzupełnione, ISBN 978-83-7587-164-7.
- 2008 Edukacja europejska – od wielokulturowości ku międzykulturowości, Oficyna Wydawnicza Impuls, Kraków, wydanie drugie ISBN 978-83-7308-755-2.
- 2008 Edukacja międzykulturowa – przewodnik. Pojęcia, literatura, adresy, Oficyna Wydawnicza Impuls, Kraków, ISBN 978-83-7308-928-0.
- 2007 Edukacja europejska – od wielokulturowości ku międzykulturowości, Oficyna Wydawnicza Impuls, Kraków, ISBN 978-83-7308-755-2.
- 2004 Rivail kaj edukado (Rivail i edukacja). (Editora Comenius) Bragança Paulista, ISBN 85-98472-05-0.
- 1999 Materialoj pri Esperanto-kulturo. Lingvo kaj movado (Materiały o kulturze esperanckiej. Język i ruch esperancki). (Międzynarodowe Studium Turystyki i Kultury) Bydgoszcz, wydanie drugie rozszerzone, ISBN 83-87145-06-8.
- 1999 Opowieści spirytystyczne: mała historia spirytyzmu, Wydawnictwo KOS, Katowice, ISBN 83-86757-37-X.
- 1998 Materialoj pri Esperanto-kulturo. Lingvo kaj movado (Materiały o kulturze esperanckiej. Język i ruch esperancki). (Międzynarodowe Studium Turystyki i Kultury), Bydgoszcz, ISBN 83-87145-06-8.
- 1991 Świat żywych – świat umarłych: kulisy spirytyzmu, Wydawnictwo IKP, Bydgoszcz.

## Współautor
- 2022 Przemysław Grzybowski, Katarzyna Marszałek, Harcerska kultura śmiechu w Polsce. O śmiechu i nie tylko w harcerskim Prawie, edukacji, służbie i twórczości, Oficyna Wydawnicza "Impuls", Kraków, ISBN 978-83-66990-60-9.
- 2019 Przemysław Grzybowski, Katarzyna Marszałek, Joanna Brzozowska: Dom na szwederowskiej skarpie. Obrazki z historii bydgoskiego sierocińca w czasach od Henryka Dietza do Leona Stobrawy, Oficyna Wydawnicza „Impuls”, Kraków, ISBN 978-83-8095-289-8.
- 2018 Przemysław Grzybowski, Grzegorz Idzikowski: Inni, Obcy – ale Swoi. O edukacji międzykulturowej i wspólnocie w szkole integracyjnej. Wydawnictwo Uniwersytetu Kazimierza Wielkiego, Bydgoszcz, ISBN 978-83-8018-206-6.
- 2017 Przemysław Grzybowski, Katarzyna Marszałek: W naszym Domu... Tom 1. Bydgoski Zespół Placówek Opiekuńczo-Wychowawczych wczoraj i dziś. Oficyna Wydawnicza „Impuls”, Kraków, ISBN 978-83-8095-283-6.
- 2017 Przemysław Grzybowski, Katarzyna Marszałek: W naszym Domu... Tom 2. Bydgoski Zespół Placówek Opiekuńczo-Wychowawczych w kronikach i albumach. Oficyna Wydawnicza „Impuls”, Kraków, ISBN 978-83-8095-289-8.
- 2012 Dora Incontri, Przemysław Grzybowski Kardec Educador. Textos Pedagógicos de Hippolyte Léon Denizard Rivail (Kardec wychowawca. Teksty pedagogiczne Hippolyte’a Léona Denizarda Rivaila). Editora Comenius, Bragança Paulista – wydanie drugie. ISBN 85-98472-04-2.
- 2010 Przemysław Grzybowski, Krzysztof Sawicki Pisanie prac i sztuka ich prezentacji (Oficyna Wydawnicza Impuls) Kraków. ISBN 978-83-7587-395-5.
- 2005 Dora Incontri, Przemysław Grzybowski Kardec Educador. Textos Pedagógicos de Hippolyte Léon Denizard Rivail (Kardec wychowawca. Teksty pedagogiczne Hippolyte’a Léona Denizarda Rivaila). Editora Comenius, Bragança Paulista. ISBN 85-98472-04-2.
- 2000 Iwona Strachanowska, Przemysław Grzybowski Attitudes interculturelles des étudiants polonais. „Différents”, „inconnus” sur le chemin de l’Europe unie (Postawy międzykulturowe polskich studentów. „Odmienni”, „nieznani” na drodze do zjednoczonej Europy) Scientia Paedagogica Experimentalis, Ghent. ISSN 0582-2351.

## Wydane w innych językach
- 2022 Знайомства з іншими. Читанка для міжкультурної освіти, (Spotkania z Innymi. Czytanki do edukacji międzykulturowej), tłum. Ксенія Томанек, Софія Золочевська, Wydawnictwo Uniwersytetu Kazimierza Wielkiego, Oficyna Wydawnicza „Impuls”, Bydgoszcz - Kraków ISBN 978-83-8018-538-8.
- 2022 Встречи с Другими. Рассказы для межкультурного образования, (Spotkania z Innymi. Czytanki do edukacji międzykulturowej), tłum. Анастасия Гусева, Валерия Кузьмина, Дмитрий Новиков, Валерий Пилипенко, Wydawnictwo Uniwersytetu Kazimierza Wielkiego, Oficyna Wydawnicza „Impuls”, Bydgoszcz - Kraków ISBN 978-83-8018-538-8.
- 2020 The Laughter of Life and Death. Personal Stories of the Occupation, Ghettos and Concentration Camps to Educate and Remember. (Śmiech życia i śmierci. Od osobistych historii po edukację do pamięci o okupacji, gettach i obozach koncentracyjnych) – ang. tłum. Agata Cienciała, John Eric Starnes, Wydawnictwo Uniwersytetu Kazimierza Wielkiego, Bydgoszcz ISBN 978-83-8018-322-3.
- 2019  کامیلا و مرۆڤە جیاوازەکان (Spotkania z Innymi), kurd., tłum. Ŝler Karimi Kani (شلێرکەریمی کانی), Ĥani (خانی), Saqez (سەقز) 2019, ISBN 978-622-6274-18-0.
- 2016 کامیلا و آدم های متفاوت پشمیسواو پاول گژیبفسکی (Spotkania z Innymi) wersja pdf – pers., Tradukejo.
- 2014 Renkontoj kun Diferenculoj (Spotkania z Innymi) wersja pdf – esperanto, Edukado.net.
- 2012 Treffen mit Anderen (Spotkania z Innymi) wersja Kindle – niem., Amazon.
- 2012 Clown doctor. The international guide (Doktor klaun. Międzynarodowy przewodnik) wersja Kindle – ang., Amazon.
- 2012 Cultural diversity and education. A bibliographic and Web guide (Zróżnicowanie kulturowe i edukacja. Przewodnik bibliograficzny i internetowy) wersja Kindle – ang., Amazon.
- 2012 Diversidade cultural e educação. Guia internacional (Zróżnicowanie kulturowe i edukacja. Przewodnik bibliograficzny i internetowy) wersja Kindle – port., Amazon.
- 2012 Doutor palhaço. Guia internacional (Doktor klaun. Międzynarodowy przewodnik) wersja Kindle – port., Amazon.
- 2012 Laughter therapy. The international guide (Terapia śmiechem. Międzynarodowy przewodnik) wersja Kindle – ang., Amazon.
- 2012 Meeting with Others (Spotkania z Innymi) wersja Kindle – ang., Amazon.
- 2012 Rencontres avec les Autres (Spotkania z Innymi) wersja Kindle – franc., Amazon.
- 2012 Terapia do riso. Guia internacional (Terapia śmiechem. Międzynarodowy przewodnik) wersja Kindle – port., Amazon.
- 2005 Velka Knihá spiritismu (Wielka księga spirytyzmu – czeskojęzyczna wersja „Opowieści spirytystycznych”, w tłumaczeniu Dagmar Martinkovej) Alpress, Frydek Místek ISBN 80-7362-107-X.

## Tłumacz
- 2016 Kraina mgieł Arthur Conan Doyle, Oficyna Wydawnicza Impuls, Kraków, ISBN 978-83-7850-867-0.
- 2014 Niebo i piekło według spirytyzmu Allan Kardec, Wydawnictwo KOS, Katowice, wydanie drugie, ISBN 978-83-60528-84-6.
- 2012 Księga mediów Allan Kardec, Wydawnictwo KOS, Katowice – wydanie drugie, ISBN 83-89375-06-0.
- 2012 Księga duchów Allan Kardec, Wydawnictwo KOS, Katowice – wydanie drugie, ISBN 83-86757-73-6.
- 2009 Niebo i piekło według spirytyzmu Allan Kardec, Wydawnictwo KOS, Katowice, ISBN 978-83-60528-84-6.
- 2007 Janusz Korczak Sole kun Dio. Pregoj de tiuj, kiuj ne pregas / O sós com Deus. Oraçoes dos que nao oram Editora Comenius, Bragança Paulista 2007 (tłumaczenie na Esperanto dzieła J. Korczaka „Sam na sam z Bogiem. Modlitwy tych, którzy się nie modlą”), ISBN 978-85-98472-20-1.
- 2003 Księga mediów Allan Kardec, Wydawnictwo KOS, Katowice ISBN, 83-89375-06-0
- 2001 Księga duchów Allan Kardec, Wydawnictwo KOS, Katowice ISBN, 83-86757-73-6
- 1990 Spirytyzm Allan Kardec, Wydawnictwo Express, Bydgoszcz ISBN, 83-85175-07-5

## Redaktor
- 2023 P.P.Grzybowski, K.Marszałek (red.): Kultury śmiechu a edukacja, Oficyna Wydawnicza „Impuls”, Kraków ISBN 978-83-8294-253-8.
- 2022 P.P.Grzybowski (oprac.): Lubsko - nasze miejsce. Wspomnienia nauczycielskie, uczniowskie, harcerskie i nie tylko, Oficyna Wydawnicza "Impuls", Kraków, ISBN 978-83-66990-18-0.
- 2017 P.P. Grzybowski, K.Kramkowska, M.Pluta (red.): Wspólne obszary tanatopedagogiki i pedagogiki międzykulturowej. Chorzy, cierpiący i umierający, jako Inni i Obcy. Wydawnictwo Uniwersytetu Kazimierza Wielkiego, Bydgoszcz, ISBN 978-83-8018-137-3.
- 2014 P.P. Grzybowski, N. Woderska (red.): Wolontariat – czas stracony, czy bezcenny?, Akademickie Centrum Wolontariatu, Uniwersytet Kazimierza Wielkiego, Bydgoszcz, ISBN 978-83-939347-0-6.
- 2013 P.P. Grzybowski, B. Kunach (red.): Seniorzy w działaniu. Słuchacze Kazimierzowskiego Uniwersytetu Trzeciego Wieku i działalność wolontaryjna, Fundacja dla Uniwersytetu Kazimierza Wielkiego, Bydgoszcz, ISBN 978-83-927223-2-8.
- 2009 R. Borzyszkowska, E. Lemańska-Lewandowska, P.P. Grzybowski (red.): Edukacja a praca. Zeszyty naukowe Forum Młodych Pedagogów przy Komitecie Nauk Pedagogicznych Polskiej Akademii Nauk. Zeszyt 13, Wydawnictwo Uniwersytetu Kazimierza Wielkiego, Bydgoszcz, ISBN 978-83-7096-711-6.